# 12704 Tupolev
12704 Tupolev eller 1990 SL28 är en asteroid i huvudbältet som upptäcktes den 24 september 1990 av den rysk-sovjetiska astronomen Galina Kastel och den rysk-sovjetiska och ukrainska astronomen Ljudmila Zjuravljova vid Krims astrofysiska observatorium på Krim. Den är uppkallad efter den sovjetiske flygplanskonstruktören Andrej Tupolev.
Asteroiden har en diameter på ungefär 6 kilometer.